# Gartenhofsiedlung (Hannover)

Detail der Gartenhofsiedlung zwischen dem Hinüberschen Garten und dem Klosterforst

Die Gartenhofsiedlung in Hannover ist eine in den 1960er Jahren errichtete, heute denkmalgeschützte Siedlung im hannoverschen Stadtteil Marienwerder. Sie liegt an der Garbsener Landstraße in Richtung Garbsen im Forst hinter dem Kloster Marienwerder am Hinüberschen Garten.

## Geschichte
Die Gartenhofsiedlung entstand um 1965 weit abseits des Zentrums der in den 1950er Jahren zur autogerechten Stadt umgestalteten niedersächsischen Landeshauptstadt mit ihren Großwohnkomplexen. Als nach den ersten Aufbaujahren der Nachkriegszeit der allgemeine Wohlstand gestiegen war, entstand zugleich das Bedürfnis nach neuen Wohnformen in modernen Siedlungen. So sollte beispielsweise die Gartenhofsiedlung in Marienwerder auf dem ehemaligen Ackerland hinter dem Klosterforst den Städtern einen Ausgleich zwischen dem quirligen Großstadtleben und dem alten Dorf Garbsen verschaffen.

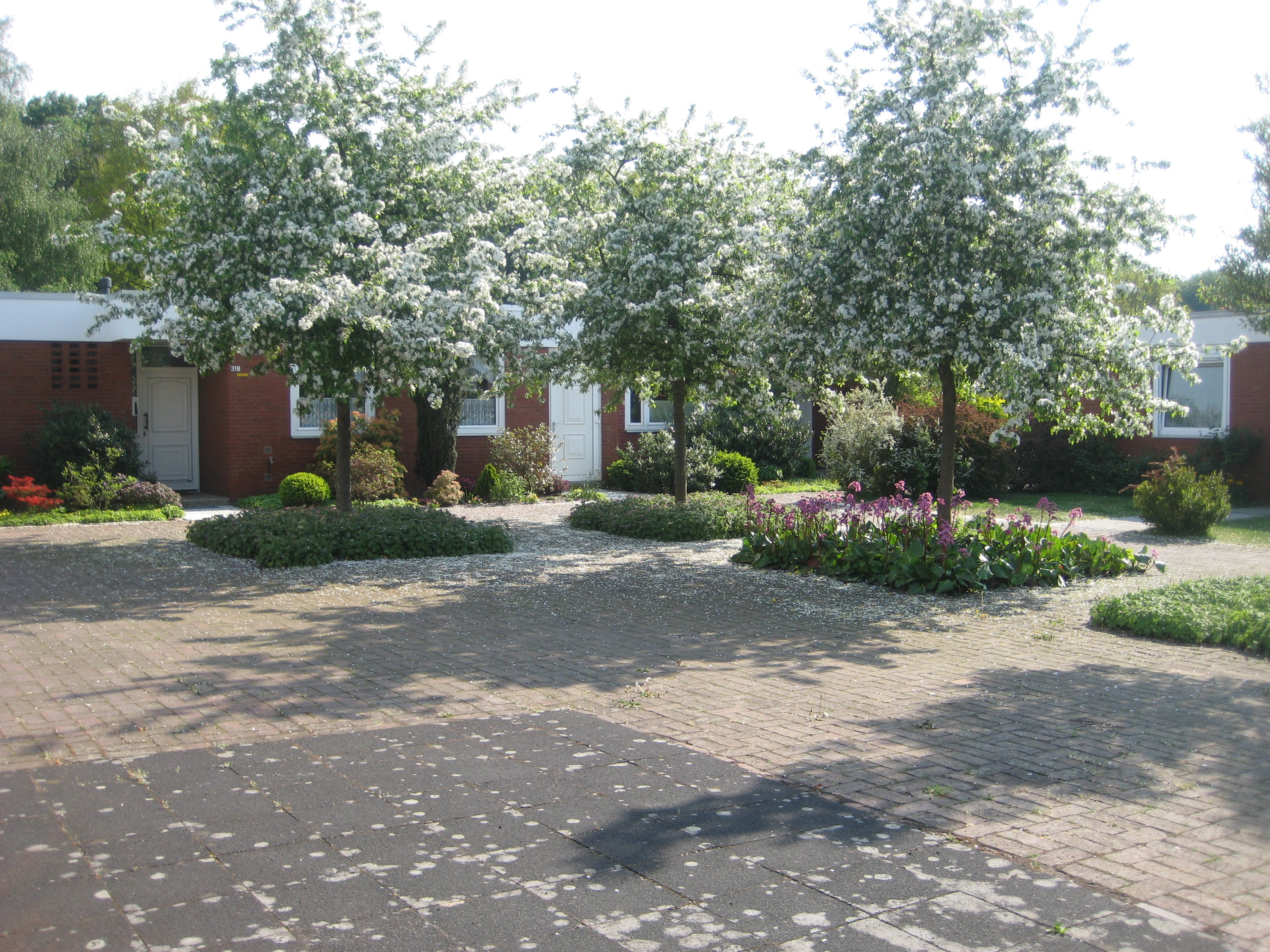
Reihenhäuser aus rotem Backstein unter Flachdach

So entstand in der Reihenhaussiedlung mit ihren seinerzeit fortschrittlich empfundenen Flachdächern unter anderem eine Häuserzeile mit eigenen Künstlerateliers, viele hinter hohen Backsteinmauern. Für die das Private fördernden Strukturen war die Nachfrage anfangs verhalten, doch nachdem „[…] im Zeichen des Wirtschaftswunders […] die Männer früh die Erfolgsleiter erklommen“ hatten, zogen schließlich „[…] viele Stadtbedienstete, Künstler und Wissenschaftler und honorige Persönlichkeiten der Stadtgesellschaft“ in die Gartenhofsiedlung, so beispielsweise der vormalige Oberstadtdirektor Martin Neuffer. Der Sozialpädagoge Helmut Kentler verglich sein Wohnquartier mit einem Campingplatz: „[…] Jeder hat hier seinen Wohnwagen und davor noch ein bisschen“. Ein großer Teil der ersten Siedler zwischen dem Quantelholz und dem Westermannweg lebte noch 2016 während der von Wolfgang Kupfer organisierten Nachbarschaftsfest zum 50-jährigen Jubiläum des Erstbezugs der Gartenhofsiedlung.
Die Gartenhofsiedlung wurde erst nach 1985, dem Jahr der Herausgabe des entsprechenden Bandes der Denkmaltopographie Bundesrepublik Deutschland, als Baudenkmal unter Schutz gestellt.
Demgegenüber schrieb das Leben in dem etwa zeitgleich mit der Gartenhofsiedlung entstandenen zweiten große Neubaugebiet nahe dem Kloster Marienwerder, die Große Pranke, eine weniger erfolgreiche Stadtteilgeschichte.

## Persönlichkeiten (Auswahl)
- Dagmar Albrecht und ihre Familie wohnten ab 1966 in der Gartenhofsiedlung, Westermannweg 22.[3]
- Siegfried Zimmermann, Bildhauer